# Campeonato Mundial de Lucha de 1991
El XLIII Campeonato Mundial de Lucha se realizó en dos sedes diferentes: la lucha grecorromana y la lucha libre masculina en Varna (Bulgaria) entre el 27 de septiembre y el 10 de octubre y la lucha libre femenina en Tokio (Japón) entre el 24 y el 25 de agosto de 1991. Fue organizado por la Federación Internacional de Luchas Asociadas (FILA) y las correspondientes federaciones nacionales de los países sedes respectivos.

## Resultados

### Lucha grecorromana masculina
| Evento | Oro                         | Plata                         | Bronce                       |
| ------ | --------------------------- | ----------------------------- | ---------------------------- |
| 48 kg  | Goun Duk-Yong Corea del Sur | Reza Simjah Irán              | Serguei Suvorov URSS         |
| 52 kg  | Raúl Martínez Alemán · Cuba | Shawn Sheldon Estados Unidos  | Jon Rønningen · Noruega      |
| 57 kg  | Rıfat Yıldız · Alemania     | Alexandr Ignatenko URSS       | András Sike · Hungría        |
| 62 kg  | Serguei Martynov URSS       | Mehmet Akif Pirim Turquía     | Juan Luis Marén Delis · Cuba |
| 68 kg  | Islam Duguchiyev URSS       | Marthin Kornbakk · Suecia     | Stoyan Stoyanov Bulgaria     |
| 74 kg  | Mnatsakan Iskandarian URSS  | Jaroslav Zeman Checoslovaquia | Yvon Riemer Francia          |
| 82 kg  | Péter Farkas · Hungría      | Todor Anguelov Bulgaria       | Goran Kasum Yugoslavia       |
| 90 kg  | Maik Bullmann · Alemania    | Reinaldo Peña Borroto · Cuba  | Harri Koskela · Finlandia    |
| 100 kg | Héctor Milián Pérez · Cuba  | Jörgen Olsson · Suecia        | Serguei Demiashkevich URSS   |
| 130 kg | Alexandr Karelin URSS       | Matt Ghaffari Estados Unidos  | Ranguel Guerovski Bulgaria   |

### Lucha libre masculina
| Evento | Oro                          | Plata                         | Bronce                        |
| ------ | ---------------------------- | ----------------------------- | ----------------------------- |
| 48 kg  | Vugar Orudzhov URSS          | Kim Il-Ong Corea del Norte    | Kim Jong-Shin Corea del Sur   |
| 52 kg  | Larry Jones Estados Unidos   | Valentin Yordanov Bulgaria    | Vladimir Toguzov URSS         |
| 57 kg  | Serguei Smal URSS            | Brad Penrith Estados Unidos   | Oveis Malah Irán              |
| 62 kg  | John Smith Estados Unidos    | Giovanni Schillaci · Italia   | Gadzhi Rashidov URSS          |
| 68 kg  | Arsen Fadzayev URSS          | Christopher Wilson · Canadá   | Valentin Guetsov Bulgaria     |
| 74 kg  | Amir Reza Jadem Irán         | Kenneth Monday Estados Unidos | Nazyr Gadzhijanov URSS        |
| 82 kg  | Kevin Jackson Estados Unidos | Jozef Lohyňa Checoslovaquia   | Sebahattin Öztürk Turquía     |
| 90 kg  | Majarbek Jadartsev URSS      | Iraklís Deskulidis · Grecia   | Roberto Limonta Vargas · Cuba |
| 100 kg | Leri Jabelov URSS            | Mark Coleman Estados Unidos   | Heiko Balz · Alemania         |
| 130 kg | Andreas Schröder · Alemania  | Guennadi Zhiltsov URSS        | Jeffrey Thue · Canadá         |

### Lucha libre femenina
| Evento | Oro                         | Plata                           | Bronce                             |
| ------ | --------------------------- | ------------------------------- | ---------------------------------- |
| 44 kg  | Zhong Xiue China            | Marie Ziegler Estados Unidos    | Shoko Yoshimura Japón              |
| 47 kg  | Miyu Yamamoto Japón         | Pan Yanping China               | Elisabeth Garcia · Noruega         |
| 50 kg  | Martine Poupon Francia      | Shannon Williams Estados Unidos | Yoko Higashi Japón                 |
| 53 kg  | Zhang Xia China             | Yoshiko Endo Japón              | Wendy Yzaguirre González Venezuela |
| 57 kg  | Olga Lugo Guardia Venezuela | Gudrun Annette Høie · Noruega   | Marine Roy Francia                 |
| 61 kg  | Brigitte Siffert Francia    | Kimie Hoshikawa Japón           | Line Johansen · Noruega            |
| 65 kg  | Akiko Iijima Japón          | Ine Barlie · Noruega            | Sylvie Thomé Francia               |
| 70 kg  | Yayoi Urano Japón           | Emmanuelle Blind Francia        | Mirna Martínez Venezuela           |
| 75 kg  | Liu Dongfeng China          | Jeun Kyung-Ran Corea del Sur    | Liudmila Golikova URSS             |

## Medallero
| Núm. | País            | Oro | Plata | Bronce | Total |
| ---- | --------------- | --- | ----- | ------ | ----- |
| 1    | URSS            | 9   | 2     | 6      | 17    |
| 2    | Estados Unidos  | 3   | 7     | 0      | 10    |
| 3    | Japón           | 3   | 2     | 2      | 7     |
| 4    | China           | 3   | 1     | 0      | 4     |
| 5    | Alemania        | 3   | 0     | 1      | 4     |
| 6    | Francia         | 2   | 1     | 3      | 6     |
| 7    | Cuba            | 2   | 1     | 2      | 5     |
| 8    | Corea del Sur   | 1   | 1     | 1      | 3     |
| 8    | Irán            | 1   | 1     | 1      | 3     |
| 10   | Venezuela       | 1   | 0     | 2      | 3     |
| 11   | Hungría         | 1   | 0     | 1      | 2     |
| 12   | Bulgaria        | 0   | 2     | 3      | 5     |
| 12   | Noruega         | 0   | 2     | 3      | 5     |
| 14   | Checoslovaquia  | 0   | 2     | 0      | 2     |
| 14   | Suecia          | 0   | 2     | 0      | 2     |
| 16   | Canadá          | 0   | 1     | 1      | 2     |
| 16   | Turquía         | 0   | 1     | 1      | 2     |
| 18   | Corea del Norte | 0   | 1     | 0      | 1     |
| 18   | Grecia          | 0   | 1     | 0      | 1     |
| 18   | Italia          | 0   | 1     | 0      | 1     |
| 20   | Finlandia       | 0   | 0     | 1      | 1     |
| 20   | Yugoslavia      | 0   | 0     | 1      | 1     |
|      | TOTAL           | 29  | 29    | 29     | 87    |